# Narodno gledališče Opera in Balet Maria Bieșu
Narodno gledališče opere in baleta Maria Bieșu (romunsko Teatrul Național de Operă și Balet „Maria Bieșu" din Republica Moldova) je eno vodilnih opernih in baletnih gledališč v vzhodni Evropi. Nahaja se v Kišinjevu, glavnem mestu Moldavije. Domuje v stavbi na Bulevarju Štefana Velikega, eni glavnih cest v Kišinjevu. Leta 2012 je dobila ime po priznani operni pevki Mariji Bieșu.

## Operno podjetje
Narodna opera v Kišinjevu, nacionalna operna družba v Moldaviji, je bila ustanovljena sredi 40. let dvajsetega stoletja in leta 1956 postala profesionalna ustanova. Po razpadu Sovjetske zveze je ena redkih nekdanjih sovjetskih opernih ustanov, ki je obdržala svoj orkester, zbor, soliste in baletno družbo.
Nahaja se v Narodnem gledališču opere in baleta v Moldaviji .

## Zgodovina
Gledališče, zgrajeno za časa Sovjetske zveze, ima vrhunsko opremo. Po razpadu Sovjetske zveze je bilo to gledališče eno redkih, ki je obdržalo svoj baletni in operni ansambel ter orkester s svojimi solisti in zborom.

### Zgodovina nacionalnega baleta
Profesionalni balet se je v Kišinjevu začel izvajati leta 1957, po tem ko se je skupina moldavskih plesalcev izobraževala v Leningradu. Za delovanje so bila kmalu zagotovljena nova dela: moldavski skladatelj Vasile Zagorskij je napisal balet Rassvet (Sončni vzhod), drugi skladatelj Eduard Lazarev pa je po pesmi "Ghosts" Mihaia Eminescuja, vodilnega romunskega pisatelja, napisal Broken Sword.
V prvih desetih letih je družba v svoj repertoar dodala številne znane klasične balete, med njimi Giselle, Trnuljčico, Spartakus in Coppelijo. Ansambel je obiskoval Moskvo, Kijev in Bolgarijo. Najuspešnejša od sodobnih baletnih produkcij podjetja je bila Mlada dama in huligan, ki je nastala po glasbi Šostakoviča, v kateri je bil glavni plesalec Mihai Caftanat, ki še vedno sodeluje s podjetjem. Caftanat, ki se je rodil v Kišinjevu, je v Moskvi študiral balet in se nato vrnil v svoje rodno mesto, kjer je plesal v vlogi Siegfrieda, princa Desire, Aralda v Broken Sword in Antonyja v Antonyu in Cleopatri.
Druge pomembne produkcije v tem času so bile: Suita Carmen; Soneti, z uporabo glasbe Benjamina Brittena; Arabeske, z glasbo Lazareva. Vrstili so se tudi poskusi ustvarjanja nacionalnih del, med njimi otroški baleti Andrieš Zlate Tkač in Luceafarul Eugena Doge po Eminescujevi najbolj znani pesmi; medtem ko je O Seara de Balet občinstvu ponovno predstavil klasični koreograf Mariusa Petipe, Ivanova, Fokineja in Gorskega. Produkcijo baleta Kirov La Bayadère je na novo ustvarila Tatiana Leagt.
Leta 1998 je v Kišinjev prišel priznani koreograf Jurij Grigorovič iz Bolšoja, da bi režiral svojo verzijo Hrestača, prvotno igranega v Bolšoju leta 1966. Do zdaj je podjetje gostovalo v Moskvi, Vietnamu, Bolgariji, Italiji, Španiji, Nemčiji, na Nizozemskem, v Skandinaviji, Romuniji, Madžarski, Grčiji, Parizu, Tokiu, Johannesburgu, Los Angelesu. Leta 1999 so v Združenem kraljestvu uprizorili produkcije Labodje jezero in Trnuljčico. Od leta 2001 je gledališče v Veliki Britaniji večkrat izvedlo Grigorovičevega Hrestača. Moldavski nacionalni balet že od leta 2005 redno gostuje v Španiji; januarja 2007 so tam in na severu Nemčije uprizorili Najboljša dela Čajkovskega.